# 費比厄斯鎮區 (密蘇里州馬里昂縣)
費比厄斯鎮區（英語：Fabius Township）是位於美國密蘇里州馬里昂縣的一個行政鎮區。

## 地方資料
費比厄斯鎮區的面積為214.41平方千米，當中陸地面積為207.03平方千米，而水域面積為7.37平方千米。根據2020年美國人口普查的數據，當地共有人口1231人，而人口密度為每平方千米5.74人。